# Dun Karm
Dun Karm, využívající též literárního pseudonymu Carmelo Psaila (18. října 1871 Żebbuġ – 13. října 1961 Valletta) byl maltský spisovatel a básník, často označovaný jako „maltský bard“.
Vystudoval filozofii (1888) a teologii (1890) na Maltské univerzitě. Roku 1894 byl vysvěcen na kněze. V roce 1889 publikoval svou první báseň, ještě v italštině, v níž výhradně psal až do roku 1912. Poté psal též v maltštině, s programem národní emancipace. Roku 1921 začal pracovat v Národní knihovně Malty. V roce 1923 napsal slova k melodii Roberta Samuta. Tato píseň, Innu Malti, se roku 1941 stala národní hymnou, v roce 1964 pak hymnou státní. Roku 1956 obdržel Řád britského impéria.